# Cordylomera etiennei
Cordylomera etiennei là một loài bọ cánh cứng trong họ Cerambycidae.